# Wolica (Stare Załubice)
Wolica – przysiółek wsi Stare Załubice w Polsce położony w województwie mazowieckim, w powiecie wołomińskim, w gminie Radzymin. Ma status sołectwa. 
Przysiółek znajduje się nad wschodnim brzegiem zalewu Zegrzyńskiego. 
W latach 1975–1998 miejscowość administracyjnie należała do województwa warszawskiego.